# Merenda
A merenda (português europeu) ou o café da tarde/lanche da tarde (português brasileiro) é um tipo de refeição leve que é tomada à tarde ou antes do jantar. É habitual na Europa meridional, particularmente em Portugal, Espanha (em castelhano:  merienda), Andorra (em catalão:  berenar), e Itália (em italiano:  merenda), bem como na América Latina e nas Filipinas.
É uma prefeição simples que geralmente consiste em uns pedaços de frutas, biscoitos, iogurte e outros lanches combinados com suco, chocolate quente, café, ou outras bebidas.